# 荒岛 (电影)
《荒岛》是一部于2023年3月9日上映的马来西亚恐怖剧情片。电影讲述了一群年轻人来到一座岛屿后遭遇的神秘事件。

## 演员阵容
- 阿美莉娅·提丽普拉·亨德森 饰演 Kat
- 阿里夫·萨塔尔（英语：Alif Satar） 饰演 Ben
- 伊克迈尔·阿穆瑞 饰演 Khai
- 梁祖仪 饰演 Lili
- 吉娜·苏里（英语：Sanjna Suri） 饰演 Yus
- Evie Feroza 饰演 Moli
- 贾兹米·祖玛 饰演 Dauz
- 维卡尔（Vikar） 饰演 Mark
- 南农 饰演 Azhan
- 哈里斯·安华 饰演 Desmond
- 莎布蓉佐（DOLLA） 饰演 Yaya
- 萧佩儿 饰演 Kitty
- 马克·奥德亚（Mark O'Dea） 饰演 Hero
- 亚历山大·亨德森（Alexander Henderson） 饰演 Toni

### 客串演出
- 旺哈纳菲苏 饰演 Tok Penghulu
- 吕锐 饰演 Chen An
- Eddie Chong 饰演 Eddie

## 争议
这部电影有两大争议。第一个争议是电影海报。电影海报被认为抄袭了2020年电影《梦幻岛》的海报。
其二是预告片中据称出现极端场面及部分裸露的镜头，如著名模特兼汪宏华萧佩儿等人的演出，引起了不同的反响。一方面，他们（包括马来西亚数字通讯部部长法米法兹和马来西亚伊斯兰教法咨询委员会的批评。）猛烈抨击这一场景，并呼吁全面禁播这部电影。同时，当局进一步澄清：“已被审查的电影本身与预告片中的场景存在着差异”。该片的制作人和演员也对收到的谴责进行了批评。虽然如此，电影在登嘉楼州被禁止上映。